# طريق الاختيار السيئ
«طريق الاختيار السيئ» (بالإنجليزية: Bad Choice Road)‏ هي الحلقة التاسعة وما قبل الأخيرة من الموسم الخامس من مسلسل إيه إم سي التلفزيوني الدرامي من الأفضل الاتصال بسول، المسلسل يُعتبر بادئة من مسلسل اختلال ضال. تم بث الحلقة في 13 أبريل 2020 على قناة إيه إم سي بالولايات المتحدة. خارج الولايات المتحدة، تم عرض الحلقة لأول مرة على خدمة البث نتفليكس في عدة بلدان.

## الاستقبال

ريا سيهورن تتحدث في مؤتمر سان دييغو كوميك كون الدولي لعام 2018 في سان دييغو، كاليفورنيا.

### التقييمات
شاهد حلقة «طريق الاختيار السيئ» ما يقرب من 1.51 مليون مشاهد في أول بث لها.

### الجوائز
بالنسبة لجوئز الإيمي برايم تايم، تلقى توماس شنوز ترشيحًا لأفضل كتابة في مسلسل درامي عن هذه الحلقة.

## وصلات خارجية
- «طريق الاختيار السيئ» على إيه إم سي (بالإنجليزية)
- «طريق الاختيار السيئ» على قاعدة بيانات الأفلام على الإنترنت (بالإنجليزية)